# آلن بونافوس
آلن بونافوس (انگلیسی: Alain Bonnafous؛ زادهٔ ۲۱ ژوئن ۱۹۶۹) بازیکن فوتبال اهل فرانسه است.
از باشگاه‌هایی که در آن بازی کرده‌است می‌توان به باشگاه ورزشی مون‌پلیه اشاره کرد.